# Sobole (Białoruś)
Sobole (biał. Сабалі, Sabali; ros. Соболи, Soboli) – wieś na Białorusi, w obwodzie brzeskim, w rejonie bereskim, w sielsowiecie Siehniewicze, przy drodze magistralnej M1.

## Historia
W Rzeczypospolitej Obojga Narodów leżały w województwie brzeskolitewskim, w powiecie brzeskolitewskim. Należały do ekonomii kobryńskiej. Odpadły od Polski w wyniku III rozbioru.
W XIX i w początkach XX w. położone były w Rosji, w guberni grodzieńskiej, w powiecie prużańskim, w gminie Rewiatycze.
W dwudziestoleciu międzywojennym leżały w Polsce, w województwie poleskim, w powiecie prużańskim, do 1 kwietnia 1932 w gminie Rewiatycze, następnie w gminie Siechniewicze. W 1921 miejscowość liczyła 254 mieszkańców, zamieszkałych w 54 budynkach, w tym 246 Białorusinów i 8 Żydów. 246 mieszkańców było wyznania prawosławnego i 8 mojżeszowego.
Po II wojnie światowej w granicach Związku Sowieckiego. Od 1991 w niepodległej Białorusi.

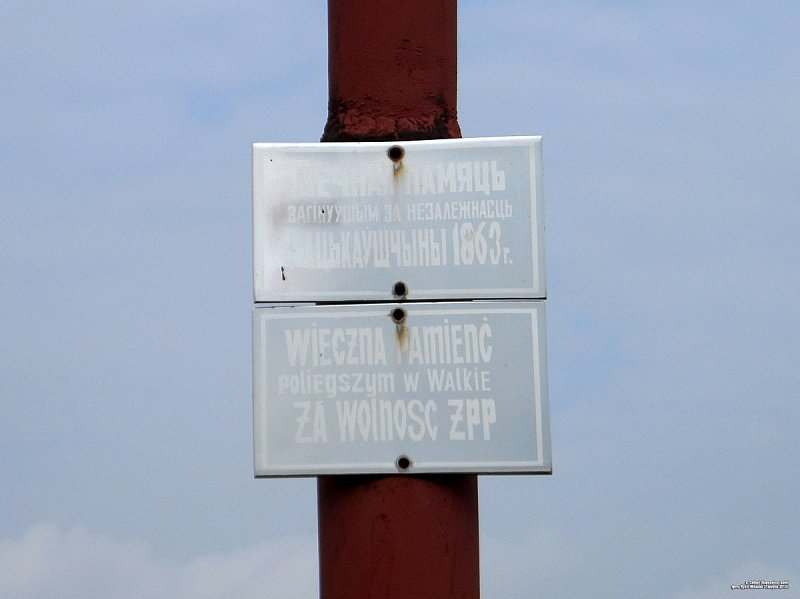
Pomnik powstańców styczniowych w Sobolach (detal)